# Nieva de Cameros
Nieva de Cameros är en kommun i Spanien.  Den ligger i den autonoma regionen La Rioja i norra delen av landet, 220 km nordost om huvudstaden Madrid. Antalet invånare är 86 (2024).